# Tòa thị chính cũ Warszawa

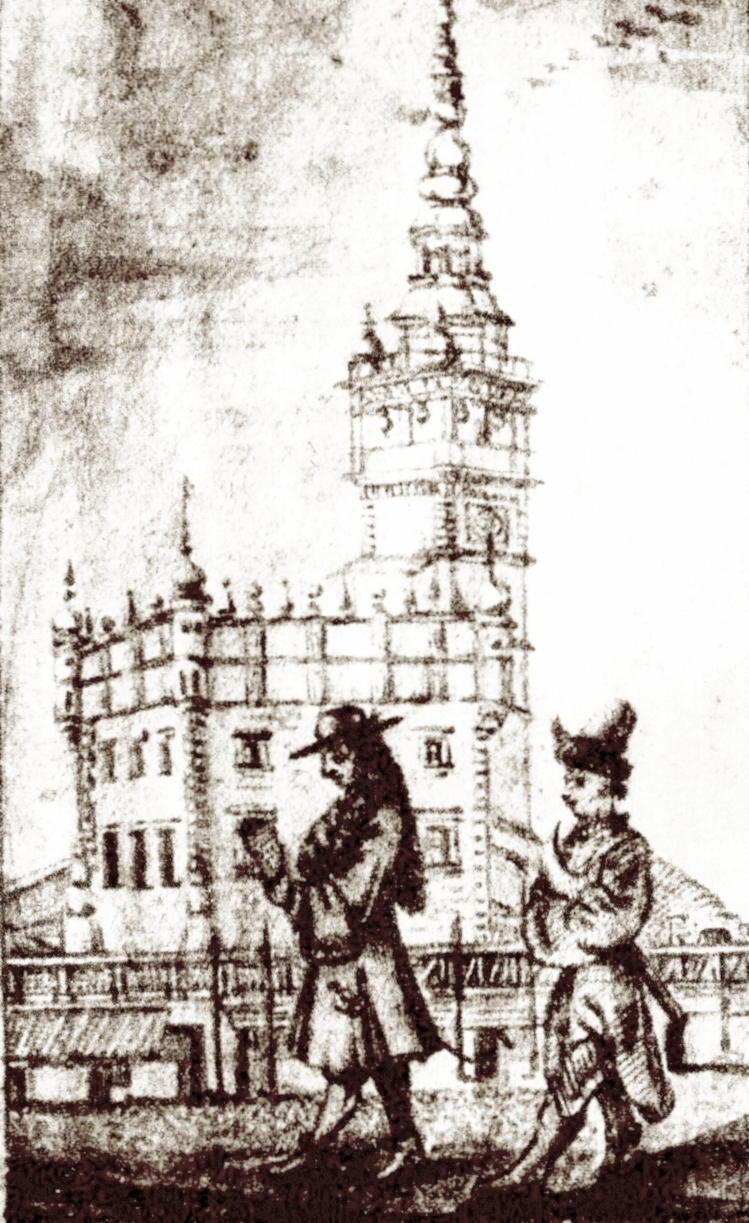
Tòa thị chính cũ năm 1701

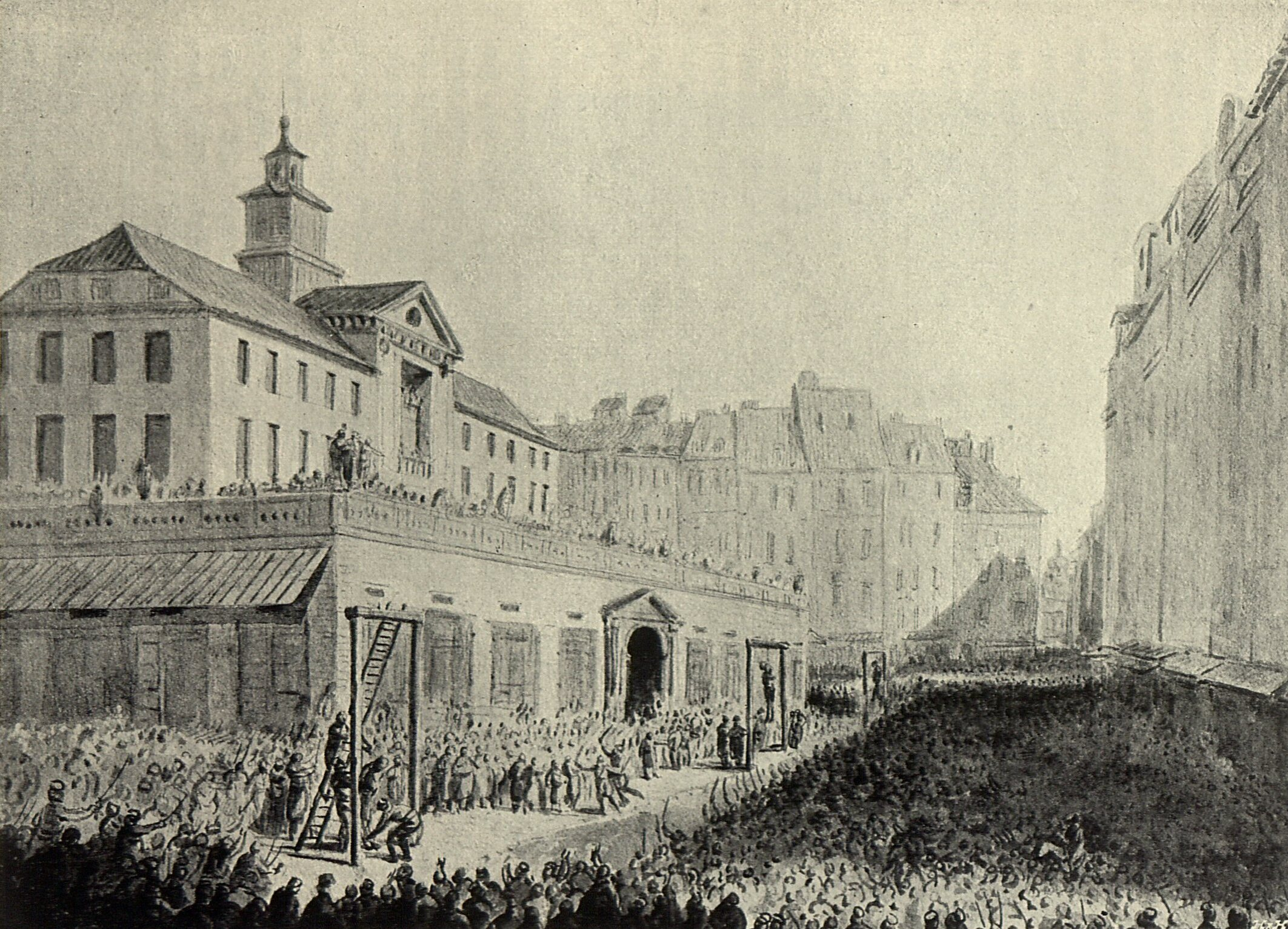
Jan Piotr Norblin, Treo trên Quảng trường Chợ phố cổ vào ngày 9 tháng 5 năm 1794, tòa thị chính ở phía bên trái

Tòa thị chính cũ ở Warsaw - là một tòa thị chính ở  Warsaw cũ, tồn tại từ thế kỷ 15 cho đến đầu thế kỷ 19 và nằm ở giữa Quảng trường Chợ Phố cổ ở Warsaw.